# Краснохолмское
Краснохо́лмское (Карстилян-ярви) — озеро на Карельском перешейке в Выборгском районе Ленинградской области.
Озеро расположено южнее посёлка Красный Холм в 5 км к северо-востоку от Выборга. В восточную часть озера впадает река Перовка, из западной части вытекает река Суоккаанвирта впадающая в Новинский залив, являющийся частью системы Сайменского канала.
Площадь водосборного бассейна — 780 км². Площадь поверхности — 2 км².